# Омелуська сільська рада
Омелуська сільська рада (Омелушівська сільська рада) — колишня адміністративно-територіальна одиниця та орган місцевого самоврядування у Ємільчинському районі Коростенської і Волинської округ, Київської та Житомирської областей Української РСР з адміністративним центром у селі Омелуша.

## Населені пункти
Сільській раді на час ліквідації були підпорядковані населені пункти:
- с. Омелуша
- х. Поломи

## Населення
У 1926 році чисельність населення сільської ради становила 473 особи.
Кількість населення ради, станом на 1931 рік, становила 692 особи.

## Історія та адміністративний устрій
Створена 20 липня 1927 року як польська національна сільська рада, в складі с. Омелуша та хутора Поломи Руднє-Миколовицької (згодом — Руднє-Миколаївська) сільської ради Емільчинського (згодом — Ємільчинський) району Коростенської округи.
Станом на 1 вересня 1946 року сільська рада входила до складу Ємільчинського району Житомирської області, на обліку в раді перебували с. Омелуша та х. Поломи.
Ліквідована 11 серпня 1954 року, відповідно до указу Президії Верховної ради Української РСР «Про укрупнення сільських рад по Житомирській області», територію та населені пункти ради приєднано до складу Руднє-Миколаївської сільської ради Ємільчинського району Житомирської області.